# She Ain't You
"She Ain't You" é uma canção do cantor norte-americano Chris Brown contida em seu quarto álbum de estúdio F.A.M.E. (2011). A música foi escrita por Brown, Jason Boyd, John Bettis e Kevin McCall e produzida por Free School com ajuda dos dois últimos. A canção é uma homenagem de Brown ao cantor Michael Jackson, sua maior influência.
"She Ain't You" é uma canção de música pop e R&B. A música teve um bom desempenho comercial, com maior destaque nos Estados Unidos onde alcançou a vigésima sétima colocação na  Billboard Hot 100, a quinta no Hot R&B/Hip-Hop Songs e a décima sétima no Pop Songs.

## Antecedentes
"She Ain't You" foi escrita por Brown, Jean Baptiste, Ryan Buendia, Kevin McCall, Jason Boyd, e produzida por Free School. Foi gravada nos estúdios Stadium Red na cidade de Nova Iorque - e Brian Springer misturou a canção no Record Plant Studios em Los Angeles, Califórnia. Springer foi auxiliado por Iain Findlay e Beaven Mark. Âmbar Streeter do grupo feminino  de R&B RichGirl realizaram os backing vocals na música. A canção foi enviado para as rádios Urban contemporary nos Estados Unidos em 28 de março de 2011. Também foi distribuída nas Rhythmic contemporary em 19 de abril de 2011, e nas Contemporary hit radio em 31 de maio de 2011. Uma remistura com participação de SWV foi lançada em 10 de junho de 2011.

## Desempenho nas paradas musicais
| País / Parada (2011)                   | Melhor posição |
| -------------------------------------- | -------------- |
| Estados Unidos - Billboard Hot 100     | 27             |
| Estados Unidos - Hot Dance Club Songs  | 7              |
| Estados Unidos - Hot R&B/Hip-Hop Songs | 5              |
| Estados Unidos - Mainstream Top 40     | 5              |

| País      | Providente | Certificação |
| --------- | ---------- | ------------ |
| Austrália | ARIA       | Ouro         |